# Sony Pictures Entertainment
Sony Pictures Entertainment (kortweg Sony Pictures, SPE) is een internationaal opererend televisie-, film- en studioconcern. Sony Pictures is onderdeel van het Japanse conglomeraat Sony Corporation. Het bedrijf is gevestigd in Culver City, Californië binnen de grenzen van Sony Pictures Studios en wordt geleid door Michael Lynton.

## Onderdelen
SPE bezit onder andere de filmstudio's Columbia TriStar Pictures (Columbia Pictures en TriStar Pictures), Metro-Goldwyn-Mayer, United Artists en het televisienetwerk Game Show Network.

### Columbia TriStar Motion Picture Group
Met een filmarchief van meer dan 4000 films (inclusief meer dan 12 Academy Awards voor Beste Film). Sinds 2004 brengt deze groep ongeveer 25 films per jaar uit onder verschillende labels in 67 landen.
- Columbia Pictures
- TriStar Pictures
- Sony Pictures Classics
- Screen Gems
- Triumph Films (label dat Sony gebruikt voor de low-budget-films)
- Destination Films

### Metro-Goldwyn-Mayer Studios Inc.
- Metro-Goldwyn-Mayer Pictures (deze historische filmstudio werd overgenomen (samen met onder andere Comcast) op 8 april 2005; bezit een van de grootste filmarchieven ter wereld)
- United Artists
- Orion Pictures (sinds 1999 niet meer actief als studio, enkel als merknaam, maar het filmarchief van deze studio is gigantisch)
- The Samuel Goldwyn Company

### Sony Pictures Television
- Adelaide Productions (Australië)
- Merv Griffin Productions
- Barry & Enright Productions
- Chuck Barris Productions
- Bob Stewart Productions

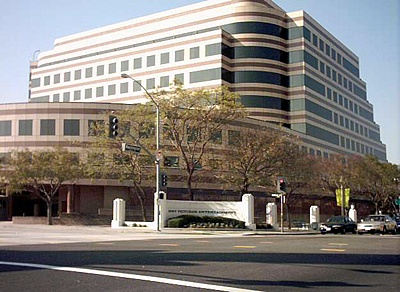
Kantoorgebouw in Culver City

- Sony Pictures Television International (opgericht in 1994 als internationale, televisietak van SPE; stond van 1994 tot 2002 ook wel bekend als Columbia TriStar International Television)
  - Sony Entertainment Television
  - Animax
  - AXN
  - AXN Beyond
  - AXN Crime
  - AXN Sci-Fi
  - Film1 (Nederland)

### Sony Pictures Digital
- Sony Pictures Imageworks
- Sony Pictures Animation
- Sony Online Entertainment
- Sony Pictures Digital Networks
  - SPiN
  - SoapCity
  - Screenblast
  - Advanced Platform Group (APG)
  - The Wireless Services Group

### Sony Pictures Studios
Dit onderdeel omvat de gebouwen, het land en de apparatuur in Culver City. Voorheen stonden deze studio's bekend als de MGM Studios.
- Sony Pictures Studios
- Sony Pictures Studios Post Production Facilities
- Sony Pictures Museum

### Sony Pictures Distribution
- Sony Pictures Home Entertainment (wereldwijde distributeur)
- MGM Home Entertainment
- Sony Pictures Releasing
  - Sony Pictures Releasing International
- Sony Pictures Consumer Products

### Overige
- Game Show Network (joint venture met Liberty Media)
- Movielink (joint venture tussen Metro-Goldwyn-Mayer, Paramount Pictures, Universal Studios en Warner Bros.)